# 雅瓜里皮
雅瓜里皮是巴西巴伊亚州的一个市镇。总面积891.345平方公里，总人口12625人，人口密度14.2人/平方公里。